# 韩国滩涂
韓國灘塗是位於大韩民国西南和南部海岸、黄海東部的灘塗，由四個部分組成。據統計有2,150種動植物，包括22種全球瀕危或近危物種。除了為118種候鳥提供重要的棲息地外，它還是47種特有和5種瀕危海洋無脊椎動物的家園。2021年韓國灘塗獲聯合國教科文組織列入世界遗产，為繼濟州火山島和熔岩洞之後，韓國第二個自然遗产。

## 簡介
韓國灘塗位於黃海東部的韓國西南和南部海岸，由舒川灘塗、高敞灘塗、新安灘塗和寶城-順天灘塗4處構成。四處灘塗分別位於忠清南道舒川郡、全北特別自治道高敞郡、全羅南道新安郡，以及全羅南道寶城郡至順天市。四處灘塗中新安灘塗面積最大，達到1,100平方公里，其餘均為60平方公里左右。四處均為湿地保護區，部分區域是湿地公约所列的濕地。
韓國的灘塗總面積為2489.4平方公里，約占全國領土2.4%，其中約83%位於西部海岸，其餘位於南部海岸。目前列入世界遺產的部分約占韓國整體灘塗的一半。

### 特點
韓國灘塗呈現出地質、海洋與氣候條件的複雜組合，形成了多樣化的海岸沉積體系。每處灘塗代表1種灘塗亞型：舒川灘塗為河口亞型、高敞灘塗為開放港灣亞型、新安灘塗為群島亞型、寶城-順天灘塗半封閉亞型。韓國灘塗擁有豐富的的生物多樣性，據統計有2,150種動植物，包括22種全球瀕危或近危物種。除了為118種候鳥提供重要的棲息地外，它還是47種特有和5種瀕危海洋無脊椎動物的家園。典型的瀕危物種包括江豚、勺嘴鹬、东方白鹳、白头鹤等。韓國灘塗也是東亞至澳大拉西亞候鳥遷徙路線上的的重要中繼站，提供許多受威脅的水鳥重要的棲息和覓食場所。
當地特有動物群包括長腕小章魚、日本大眼蟹（Macrophthalmus japonica）、清白招潮蟹（学名：Uca lactea）、多毛蟲（bristle worms）、痕掌沙蟹（学名：Ocypode stimpsoni）、汤玛氏䗉螺（学名：Umbonium thomasi）等，以及多種懸浮物攝食生物，如蛤蜊。該項目展示了地質多樣性和生物多樣性之間的聯繫，並證明了文化多樣性和人類活動對自然環境的依賴性。

### 世界遺產審查
國際自然保護聯盟（IUCN）在2020年5月的評估報告中指出，韓國灘塗作為保護生物多樣性的自然棲息地具有重要意義，但從地貌学和生态学的角度，除了新安灘塗之外，其他灘塗的面積範圍不大，世界遺產緩衝區域的設置也不夠充分，建議為「退回重報」，但在第44屆「世界遺產委員會」翻盤，會議期間韓國政府積極向21個成員國說明「韓國灘塗」滿足自然遺產所需要的突出普遍價值，並承諾日後將擴大此遺產之保護區域，最後獲得通過。
韓國總統文在寅在「韓國灘塗」通過世界遺產審查後表示，韓國政府將同地方自治團體合作，全力支援並保護灘塗的生態系統。韓國並承諾在2025年第48屆「世界遺產委員會」召開以前擴大保護區的範圍。

## 世界遺產登錄
第44屆「世界遺產委員會」會議2021年7月於中华人民共和国福州市召開，由大韓民國申報的項目「韓國灘塗」經大會通過，成為該國第二個自然遗产，世界遺產編號為1591號。
该世界遗产被认为满足世界遺產登錄基準中的以下基準而予以登錄：
- （x）拥有最重要及显著的多元性生物自然生态栖息地，包含从保育或科学的角度来看，符合普世价值的濒临绝种动物种。

世界遺產1591號登錄地點有4處，內容如下：
| 世界遺產編號 | 名稱          | 圖片 | 位置                                               | 保護區域    | 緩衝區域   |
| ------------ | ------------- | ---- | -------------------------------------------------- | ----------- | ---------- |
| 1591-001     | 舒川灘塗      |      | 忠清南道舒川郡 36°2'42.99"N 126°36'49.69"E         | 6,809公頃   | 3,657公頃  |
| 1591-002     | 高敞灘塗      |      | 全北特別自治道高敞郡 35°33'6.67"N 126°32'1.33"E    | 5,531公頃   | 1,880公頃  |
| 1591-003     | 新安灘塗      |      | 全羅南道新安郡 34°49'43.76"N 126°6'15.99"E         | 110,086公頃 | 67,254公頃 |
| 1591-004     | 寶城-順天灘塗 |      | 全羅南道寶城郡、順天市 34°48'15.59"N 127°26'8.39"E | 5,985公頃   | 1,801公頃  |